# Helen Langehanenberg
Helen Langehanenberg, née le 21 mai 1982 à Münster, est une cavalière de dressage allemande.
Elle a une fille et est une cavalière de haut niveau

## Carrière
Elle a été formée chez Ingrid Klimke, cavalière allemande de concours complet. Elle a par la suite été entraînée par Klaus Balkenhol.
En 2005, elle remporte le championnat du monde des jeunes chevaux avec Damon Hill. Elle a été réserviste pendant les Jeux olympiques de Pékin en 2008 et monte sa première coupe du monde en 2010-2011.
Aux Jeux olympiques de Londres en 2012, elle est médaillée d'argent par équipes avec Dorothee Schneider et Kristina Sprehe.
Elle est en janvier 2013 à la 3e place du classement mondial avec son fidèle Damon Hill. Elle a remporté la première place de la coupe du monde de dressage en 2013.

## Chevaux
Damon Hill, né en 2000, est un étalon Westphalien par Donnherhall (le père) × Rubinstein (le père de la mère).